# Karang Anyar (Ulu Musi)
Karang Anyar is een bestuurslaag in het regentschap Empat Lawang van de provincie Zuid-Sumatra, Indonesië. Karang Anyar telt 1285 inwoners (volkstelling 2010).